# Boston Redskins 1933
La stagione 1933 dei Boston Redskins è stata la seconda della franchigia nella National Football League. Sotto la direzione del capo-allenatore Lone Star Dietz la squadra ebbe un record di 5-5-2, terminando terza nella NFL Eastern. Fu la prima stagione in cui fu utilizzato il nome "Redskins", in uso finché non venne ritirato nel 2020.

## Calendario
| Stagione regolare |                   |                       |           |
| Turno             | Data              | Avversario            | Risultato |
| 1                 | 17 settembre 1933 | at Green Bay Packers  | P 7–7     |
| 2                 | 1º ottobre 1933   | at Chicago Bears      | S 7–0     |
| 3                 | 4 ottobre 1933    | at Pittsburgh Pirates | V 21–6    |
| 4                 | 8 ottobre 1933    | New York Giants       | V 21–20   |
| 5                 | 15 ottobre 1933   | Portsmouth Spartans   | S 13–0    |
| 6                 | 22 ottobre 1933   | Chicago Cardinals     | V 10–0    |
| 7                 | 29 ottobre 1933   | Pittsburgh Pirates    | S 16–14   |
| 8                 | 5 novembre 1933   | Chicago Bears         | V 10–0    |
| 9                 | 12 novembre 1933  | at New York Giants    | S 7–0     |
| 10                | 19 novembre 1933  | Green Bay Packers     | V 20–7    |
| 11                | 26 novembre 1933  | at Brooklyn Dodgers   | P 14–0    |
| 12                | 3 dicembre 1933   | at Chicago Cardinals  | P 0–0     |

## Classifiche
| NFL Eastern         |    |   |   |      |       |     |     |     |
|                     | V  | S | P | %    | DIV   | PF  | PS  | STR |
| New York Giants     | 11 | 3 | 0 | .786 | 7–1   | 244 | 101 | V7  |
| Brooklyn Dodgers    | 5  | 4 | 1 | .556 | 2–2–1 | 93  | 54  | S2  |
| Boston Redskins     | 5  | 5 | 2 | .500 | 2–3   | 103 | 97  | P1  |
| Philadelphia Eagles | 3  | 5 | 1 | .375 | 1–2   | 77  | 158 | S2  |
| Pittsburgh Pirates  | 3  | 6 | 2 | .333 | 1–5–1 | 67  | 208 | S3  |

Note: I pareggi non venivano conteggiati ai fini della classifica fino al 1972.